# Военный ординариат Филиппин
Военный ординариат Филиппин (лат. Ordinariatus Militaris Philippinensis, таг. Ordinaryato Militar ng Pilipinas) — военный ординариат Римско-католической Церкви, действующий в Филиппин. Военный ординариат Филиппин, подчиняясь непосредственно Святому Престолу, обеспечивает пастырское окормление военнослужащих филиппинской армии и их семей. Администрация военного ординариата располагается в Кесон-Сити.

## История
8 декабря 1950 года Римский папа Пий XII создал военную епархию для военнослужащих филиппинской армии. 21 июля 1986 года Римский папа Иоанн Павел II издал буллу Spirituali militum curae, которой преобразовал военную епархию в военный ординариат Филиппин.

## Ординарии военного ординариата
- кардинал Руфино Хиао Сантос (21.12.1951 — 3.09.1973, до смерти);
- епископ Мариано Гавиола и Гарсес (2.03.1974 — 13.04.1981 — назначен архиепископом Липы);
- епископ Педро Магугат, M.S.C. (9.12.1981 — 22.04.1985 — назначен епископом Урданеты);
- епископ Северино Пелайо (19.12.1985 — 26.02.1995, до смерти);
- епископ Рамон Кабрера Аргуэльес (25.08.1995 — 14.05.2004 — назначен архиепископом Липы);
- епископ Леопольдо Сумайло Тумулак (15.01.2005 — 17.06.2017, до смерти);
  - епископ Оскар Хайме Льянета Флоренсио (5.07.2017 — 2.03.2019 — назначен военным ординарием) (апостольский администратор);
- епископ Оскар Хайме Льянета Флоренсио (2.03.2019 — по настоящее время).

## Источник
- Annuario Pontificio, Libreria Editrice Vaticana, Città del Vaticano, 2003, ISBN 88-209-7422-3;
- Булла Spirituali militum curae  (лат.)